# Telipogon portillae
Telipogon portillae är en orkidéart som beskrevs av Eric Alston Christenson. Telipogon portillae ingår i släktet Telipogon och familjen orkidéer.
Artens utbredningsområde är Ecuador. Inga underarter finns listade i Catalogue of Life.